# Varma (cràter)
Varma és un cràter d'impacte en el planeta Mercuri de 30 km de diàmetre. Porta el nom del pintor indi Raja Ravi Varma (1848-1906), i el seu nom va ser aprovat per la Unió Astronòmica Internacional el 2013.